# Kostolné Kračany
Kostolné Kračany (bis 1948 slowakisch „Kostolné Korčany“; ungarisch Egyházkarcsa) ist eine Gemeinde im Südwesten der Slowakei mit 1494 Einwohnern (Stand 31. Dezember 2024). Sie gehört zum Okres Dunajská Streda, einem Teil des Trnavský kraj.

## Geographie
Die Gemeinde befindet sich auf der Großen Schüttinsel, einem Teil des slowakischen Donautieflands. Das Gemeindegebiet ist eben, mit fruchtbaren Böden und von einigen Kanälen entwässert. Das Ortszentrum liegt auf einer Höhe von 116 m n.m. und ist vier Kilometer von Dunajská Streda entfernt.
Nachbargemeinden sind Veľké Blahovo im Norden, Dunajská Streda im Nordosten und Osten, Vrakúň im Süden, Jurová im Südwesten und Kráľovičove Kračany im Westen.
Verwaltungstechnisch gliedert sich die Gemeinde in Gemeindeteile Amadeho Kračany, Kostolné Kračany, Kynceľove Kračany, Moravské Kračany, Pinkove Kračany und Šipošovské Kračany (ungarisch Amadékarcsa, Egyházkarcsa, Göncölkarcsa, Mórockarcsa, Pinkekarcsa und Siposkarcsa).

## Geschichte

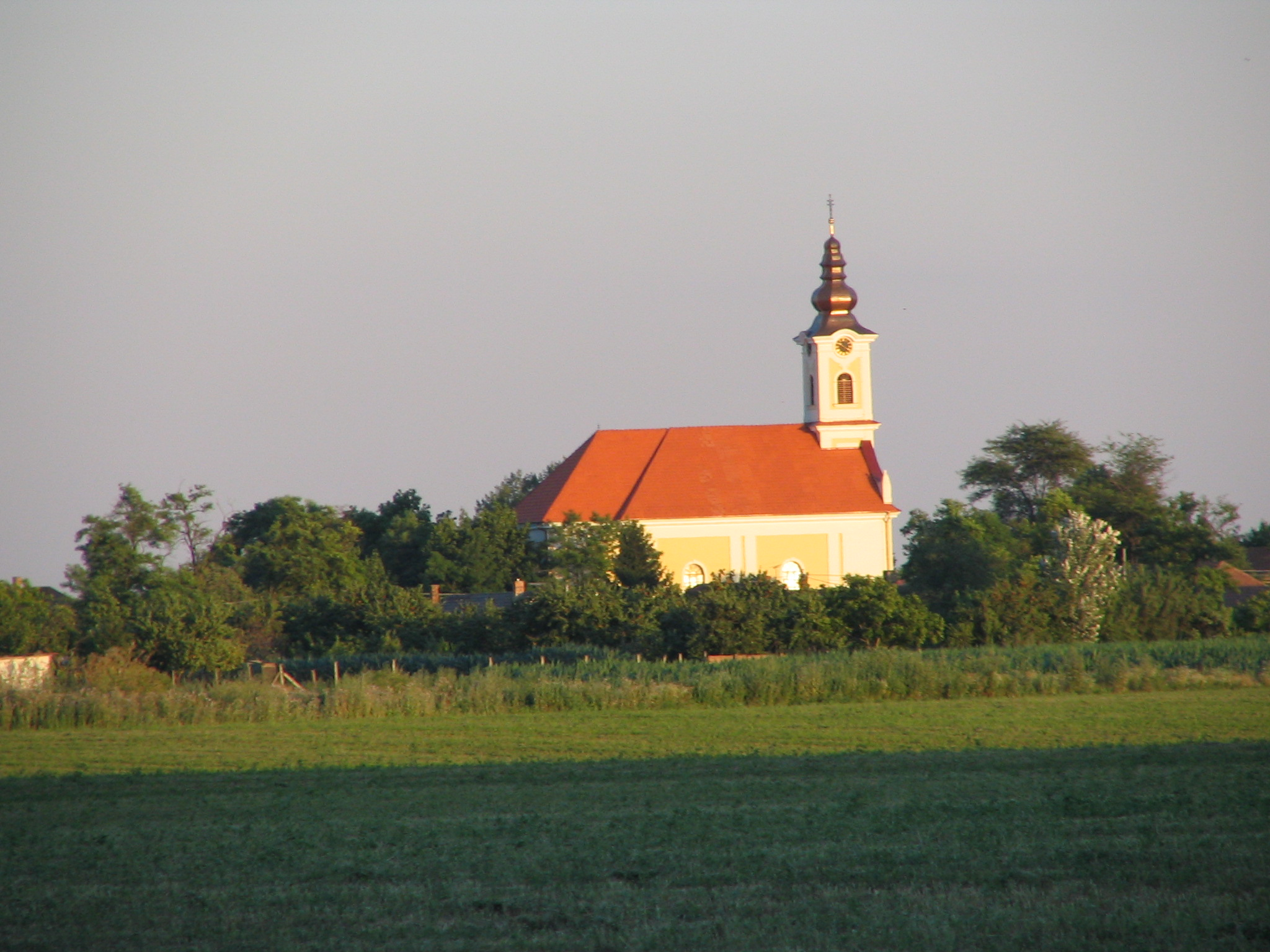
Kirche

Die heutige Gemeinde entstand 1940 durch Zusammenschluss der sechs vorher selbständigen Orte, die heute allesamt noch Gemeindeteile sind. Anfangs trug die Gemeinde den ungarischen Namen Amadékarcsa (bis 1945) und danach bis 1948 slowakisch Amadeovské Korčany vor der Umbenennung.
Das Gebiet rund um die Gemeinde wurde zum ersten Mal 1215 als Corcha schriftlich erwähnt. Der Ursprung des Namens Karcsa ist nicht zweifelsfrei erklärt: Einige leiten das Wort von einer alttürkischen Bezeichnung für einen kleinen befestigten Hof ab, während andere auf eine Ähnlichkeit mit dem altungarischen Richtertitel Karchas hinweisen.
Im Mittelalter entstanden auf dem heutigen Gebiet verschiedene Dörfer, die wie folgt hießen: Egyházaskarcha (1351), Remegkarcha (1355), Diákkarcha (1357), Barthalkarcha (1377), Lászlókarcha (1377) und Lucakarcha (1467). Die Orte hatten und haben noch immer allesamt einen landwirtschaftlichen Charakter.
Bis 1919 gehörten die im Komitat Pressburg liegenden Orte zum Königreich Ungarn und kamen danach zur Tschechoslowakei beziehungsweise heute Slowakei. Auf Grund des Ersten Wiener Schiedsspruchs lagen sie 1938–45 noch einmal in Ungarn.

## Bevölkerung
| Jahr                | 1994 | 2004     | 2014    | 2024     |
| ------------------- | ---- | -------- | ------- | -------- |
| Anzahl der Personen | 1071 | 1222     | 1305    | 1494     |
| Unterschied         |      | +14,09 % | +6,79 % | +14,48 % |

| Jahr                | 2023 | 2024    |
| ------------------- | ---- | ------- |
| Anzahl der Personen | 1464 | 1494    |
| Unterschied         |      | +2,04 % |

Nach der Volkszählung 2011 wohnten in Kostolné Kračany 1254 Einwohner, davon 1111 Magyaren, 129 Slowaken, zwei Tschechen und ein Russe; ein Einwohner war anderer Ethnie. 10 Einwohner machten keine Angabe. 1106 Einwohner bekannten sich zur römisch-katholischen Kirche, 40 Einwohner zur reformierten Kirche, sechs Einwohner zur evangelischen Kirche A. B., vier Einwohner zur griechisch-katholischen Kirche und ein Einwohner zur orthodoxen Kirche; neun Einwohner waren anderer Konfession. 43 Einwohner waren konfessionslos und bei 45 Einwohnern ist die Konfession nicht ermittelt.
Ergebnisse der Volkszählung 2001 (1162 Einwohner):
| Nach Ethnie: - 92,77 % Magyaren - 5,51 % Slowaken - 0,34 % Tschechen - 0,17 % Roma - 0,09 % Russinen | Nach Konfession: - 91,74 % römisch-katholisch - 3,01 % konfessionslos - 2,32 % keine Angabe - 0,43 % evangelisch - 0,26 % griechisch-katholisch - 0,09 % orthodox |

## Bauwerke
- römisch-katholische Bartholomäuskirche im klassizistischen Stil aus dem Jahr 1820